# كيف ألوما
كيف ألوما (من مواليد 31 ديسمبر 1998) هو لاعب كرة سلة جامعي أمريكي في فريق فرجينيا تك هوكي لمؤتمر ساحل المحيط الأطلسي (ACC). لعب سابقًا مع ووفورد تيرير.